# Occupied
Occupied (in lingua norvegese: Okkupert) è una serie televisiva norvegese di tipo thriller-politico del 2015 trasmessa su TV 2 dal 5 ottobre 2015. Basata sull'idea originale dallo scrittore Jo Nesbø, la serie è diretta da Erik Skjoldbjærg. La seconda stagione è stata trasmessa dal 10 ottobre 2017. 
Con un budget di 90 milioni di corone (11 milioni di dollari), la serie è la produzione norvegese più costosa fino ad oggi e ed è stata venduta nel Regno Unito, Germania, Francia, Svezia, Danimarca, Finlandia, Islanda, Serbia, Estonia, Polonia, Repubblica Ceca, Belgio, Paesi Bassi, Lussemburgo, Spagna e Portogallo. Inoltre, è trasmessa da Netflix negli Stati Uniti, Australia, Nuova Zelanda, Irlanda, Regno Unito, India, Canada, Belgio, Svezia, Italia e Paesi Bassi.
Occupied narra un futuro prossimo immaginario in cui la Russia, con il sostegno dell'Unione europea, occupa la Norvegia per ripristinare la produzione di petrolio e gas, in risposta ad un crisi energetica a livello europeo causata dal Partito Ambientalista norvegese, che ha fermato la produzione di petrolio e gas del paese.
La serie è stata rinnovata per una terza stagione. Il primo episodio è stato trasmesso in Scandinavia il 5 dicembre 2019, ed è stato poi trasmesso in molte altre nazioni da Netflix, a partire dal 31 dicembre 2019. Dopo la trasmissione di tutti i nuovi episodi la serie è stata brevemente sospesa, per essere di nuovo disponibile in alcune nazioni come gli USA, ma non in Italia, senza spiegazioni da Netflix che pure aveva trasmesso le anticipazioni anche per il mercato italiano.

## Trama

### Prima stagione
In un futuro prossimo, i disordini mediorientali comprometteranno la produzione di petrolio. Gli Stati Uniti raggiungono l'indipendenza energetica e successivamente si ritirano dalla NATO, causando una crisi energetica. Un uragano catastrofico alimentato dal cambiamento climatico, l'uragano Maria, ha devastato la Norvegia, uccidendo migliaia di persone. Il caos che ne deriva porta all'aumento del potere senza precedenti del Green Party norvegese. Il nuovo Primo Ministro norvegese, leader del Green Party Jesper Berg (Henrik Mestad), è un politico idealista con audaci piani per l'energia nucleare a base di torio come soluzione valida per sostituire il petrolio, che potrebbe aiutare ad evitare ulteriori emissioni di anidride carbonica nell'atmosfera causando il riscaldamento globale e il cambiamento climatico. A tal fine, interrompe tutta la produzione di combustibili fossili, intensificando la crisi energetica in atto sul continente europeo. L'Unione europea, in preda alla disperazione, chiede alla Russia di iniziare un'invasione morbida della Norvegia.
All'inaugurazione di un impianto di torio, le forze speciali russe rapiscono Berg davanti alla guardia del corpo del servizio di sicurezza della polizia norvegese (Politiets sikkerhetstjeneste, PST) Hans Martin Djupvik (Eldar Skar) ed al giornalista Thomas Eriksen (Vegar Hoel). Il Primo Ministro è trasportato in elicottero in una foresta. Lì, tramite video chat, il Commissario Europeo Pierre Anselme (Hippolyte Girardot) chiede di sottomettersi alle richieste della UE o di affrontare un'invasione russa su vasta scala. Berg dapprima rifiuta ma infine, dopo che i suoi rapitori hanno giustiziato un passante che si è avvicinato all'elicottero, si sottomette, ragionando da pacifista che nessuno merita di morire. Berg viene rilasciato e viene raccolto da Djupvik. Per nascondere la natura dell'occupazione, Berg spaccia all'opinione pubblica l'invasione come una "partnership energetica" e promette al popolo norvegese, in un'intervista con Eriksen, che l'occupazione sarebbe stata una misura temporanea fino al ripristino della produzione norvegese di gas e petrolio da parte delle squadre di lavoro russe. Questa intenzione si svela quando una serie di eventi complica le interazioni tra Norvegia e Russia nei mesi successivi.
La serie di complicazioni crescenti inizia quando Stefan Christensen (Sondre Larsen), un membro della Guardia Reale, tenta invano di assassinare l'ambasciatrice russa, Irina Sidorova (Ingeborga Dapkūnaitė), solo per essere ostacolato da Djupvik e dal PST. L'unità militare norvegese sequestra due funzionari russi che avevano sollecitato il comandante della guardia reale, Harald Vold, ad arrendersi alle autorità russe con l'accusa di aver ordito il complotto per assassinare Sidorova, incitando una situazione di ostaggi con le richieste di rilascio di Christensen da parte dell'ambasciata russa, situata proprio di fronte a un ristorante frequentato dai russi sin dall'inizio dell'occupazione e gestito dalla moglie di Eriksen, Bente Norum. Peter Eriksen, figlio di Eriksen e figliastro di Norum, si unisce alle proteste contro i russi e presto si lascia coinvolgere dai radicali anti-russi.
Quando un agente russo è vittima di un agguato davanti all'ambasciata, ed al ristorante, il governo russo chiede alla Norvegia di estradare in via extragiudiziale l'autista, sospettato di essere un terrorista ceceno, di nome Elbek Musajev. L'agguato è stato un incidente causato da suo figlio Iljas piuttosto che un attacco intenzionale, ma l'autista si suicida piuttosto che essere trasferito in Russia. Un gruppo ribelle, Fritt Norge (Norvegia libera), emerge, guidato da Christensen, Vold, l'accademico nazionalista Eivind Birkeland e Iljas Musajev, attaccando il quartier generale della polizia, ferendo un adolescente che era stato arrestato per aver inviato messaggi anti-russi incitando all'opposizione all'occupazione. Il governo russo considera questo come una scusa per prolungare la loro occupazione della Norvegia. Un impianto di produzione di gas viene attaccato, ritardando temporaneamente l'obiettivo di produzione dell'UE e uccidendo molti lavoratori russi, ritardando ulteriormente il ritiro. Le tensioni aumentano ulteriormente quando si verificano eventi sospetti al confine tra Norvegia e Russia, dove le truppe russe si infiltrano nella Lapponia (contea di Finnmark) ed Eriksen viene ucciso mentre investiga sui russi, e una flotta navale russa si esercita al largo delle coste della Norvegia settentrionale. Berg chiede all'UE di proteggere la sovranità della Norvegia, ma l'UE non agisce in modo deciso.
Norvegia libera riceve assistenza dall'interno del servizio di polizia norvegese dal suo capo Wenche Arnesen, che ha scelto di disertare dopo aver scoperto che essere malata terminale. Il gruppo inizia una campagna di reclutamento di personale militare in pensione. Nel frattempo Berg ha istituito un governo provvisorio sotto gli ordini del re di Norvegia, dopo aver perso una mozione di sfiducia da parte del Partito Verde, ed è venuto a conoscenza dell'invio di agenti russi dormienti all'interno di Svalbard; tuttavia è costretto da alcuni jet russi a tornare indietro. Alla luce di questa campagna di internamento, i "terroristi" russi apparentemente armati di giubbotti suicidi hanno preso d'assalto l'ufficio di Berg e lo tengono in ostaggio. Berg viene salvato e evacuato nella residenza dell'ambasciatore degli Stati Uniti, creando un governo in esilio interno. Emerge che l'attacco alla raffineria di petrolio era in realtà un'operazione false flag messo in scena dai russi. Quando la figlia di Norum, Maja, scopre che i russi hanno ucciso Eriksen, Bente si radicalizza espellendo i membri russi dello staff dal suo ristorante e comincia a fornire informazioni a Norvegia libera.
Berg, nascosto nella residenza dell'ambasciatore degli Stati Uniti, coglie ogni occasione per tentare di coinvolgere gli Stati Uniti in una serie di mosse norvegesi per cercare di rimuovere i russi, ma gli Stati Uniti rifiutano il coinvolgimento diretto in ogni conflitto che rischiano di perdere. Gli eventi si susseguono velocemente quando Norvegia libera rapisce Sidorova e una delle sue guardie del corpo, giustiziando quest'ultima in diretta live su Internet; in risposta, le forze speciali russe catturano l'aeroporto di Oslo. La pressione di Berg sugli Stati Uniti spinge l'ambasciatore ad avvelenare il suo cibo e Berg viene ricoverato in un ospedale dove viene nuovamente catturato, questa volta da Norvegia libera, che assassina anche un generale russo di alto rango insieme a diversi soldati russi di fronte al Ambasciata russa, usando le informazioni di Norum. Dopo essere stata salvata, Sidorova chiama Djupvik e gli dice che la Russia è ora in guerra con la Norvegia. Arnesen registra e pubblica un video che rivela la sua defezione. Più tardi si suicida in una chiesa per evitare la cattura, e il suo sacerdote le crema il corpo. Berg viene portato in un campo di resistenza di Norvegia libera e gli viene chiesto da Vold se è pronto a combattere per il suo paese.

### Seconda stagione
Dopo essere stato rapito, Berg viene proclamato nuovo leader di Norvegia libera, e il gruppo conduce una campagna di guerriglia contro l'occupazione, attaccando sia le forze russe che norvegesi e mettendo in scena attacchi terroristici in tutto il paese, quasi precipitando il paese in una guerra civile. Sei mesi dopo, tuttavia, gli insorti hanno perso molto della loro forza a causa dell'azione militare della polizia russa e norvegese. Berg viene quindi inviato in esilio nella vicina Svezia, che ha sostenuto l'iniziale invasione russa come membro dell'UE.
Il sostituto di Berg come primo ministro, Anders Knudsen, membro del Green Party, si dimette per via della pressione. Dopo il suo esilio in Svezia, Berg tenta di formare un governo parallelo in esilio. Mentre è in corso il negoziato tra Berg e i leader del Parlamento, il suo consigliere politico, e amante, Anita Rygh vede il suo ruolo politico marginalizzato. Rygh invece raccomanda al partito di maggioranza di formare un nuovo governo. Il presidente rifiuta, ma le offre la posizione di primo ministro. Lei accetta, recidendo i suoi legami con Berg.
Un ufficiale della Guardia costiera norvegese si avvicina a Berg con la notizia che i russi stanno installando lanciamissili da crociera nell'impianto petrolifero di Melkøya, nel nord della Norvegia. Dalla sua posizione in Svezia, Berg contatta Norvegia libera e ordina loro di ottenere prove fotografiche. Un plotone di guardie affronta in modo indipendente i membri di una compagnia militare privata russa presente sotto le spoglie di un'ispezione. Una delle guardie, un immigrato somalo naturalizzato di nome Faisal Abdi, trasmette un video dei missili, ma scoppia uno scontro a fuoco e le guardie vengono catturate e portate in una prigione russa. Il capo della spedizione muore dopo essere stato colpito da colpi di arma da fuoco. Il ritorno dei soldati diventa una fonte di tensione tra le nazioni e il primo vero test di Rygh.
Djupvik, ora a capo del PST, continua a camminare sulla linea tra le alleanze incapace di rintracciare Arnesen, il suo vecchio capo. La polizia norvegese cattura il leader di Norvegia libera Vold in un'operazione. Il servizio di sicurezza scopre che Berg sta usando un videogioco per comunicare con i ribelli di Norvegia libera, e quando trovano la prova che ha ordinato la missione illegale a Melkøya, gli viene ordinato di essere arrestato. Una volta scoperto, Berg fugge di notte in Polonia, dove incontra un giornalista della rivista Stern a cui fa trapelare documenti del governo, prima di fuggire in Belgio e poi in Francia, dove viene arrestato. Egli cerca di portare il suo caso alla Corte europea dei diritti dell'uomo, chiedendo il diritto di tornare in Norvegia, cosa che riesce a fare.
Poiché i russi non sono disposti a liberare le guardie catturate, la moglie di Djupvik, Hilde, disegna un piano per farli processare in Norvegia ma con un giudice laico russo che presiede il processo. I russi sono d'accordo e tutti i soldati sono riconosciuti colpevoli. Un gruppo di oppositori del governo civile creato dalla fidanzata di Faisal, Frida Engø, e dal suo amico hacker Leon Tangen, è creato per costringere pacificamente il governo a perdonarli. Christensen, uno dei leader di Norvegia libera che aveva incitato la crisi con il suo attacco all'ambasciatore Sidorova, rapisce la figlia di Djupvik e chiede che i soldati siano liberati, provocando la condanna da parte del gruppo di Frida. Christensen viene rintracciato dai russi e la figlia di Djupvik viene salvata. I russi permettono a Djupvik di parlare con Christensen. Quando Christensen dice di rimpiangere di non aver ucciso la bambina, viene ucciso da Djupvik.
Rygh offre ai membri di Norvegia libera l'amnistia in cambio del loro rientro nelle forze armate, cosa che è sostenuta da Vold e dai russi. Il governo rilascia poi le guardie. Vold quindi forma un nuovo partito politico per sostituirlo, il Partito della liberazione. La madre di Rygh, una volta ardente sostenitrice di sua figlia, diventa scoraggiata per quanto la Norvegia abbia perso. Nel frattempo, il commissario europeo Anselme è succeduto da un politico polacco che è più in sintonia con Berg e la sua causa.
Per tutta la stagione, Bente Norum ha aperto un hotel con un partner commerciale russo di nome Zoya. Simile al suo precedente ristorante, questo locale si rivela un vero successo tra i russi ed è un'impresa redditizia. Un potente russo, Konstantin Minnikov, soggiorna in hotel. Norum viene contattata da un agente di Norvegia libera, Anette Kleven, per utilizzare un dispositivo per intercettare il telefono di Minnikov. Norum rifiuta, finché non scopre che Minnikov sta segretamente comprando il suo partner commerciale. La figlia di Minnikov, Nadia, sostituisce Zoya come socio in affari di Norum e fa amicizia con la figlia di Norum, Maja. Minnikov scopre che Norum l'ha spiata, e lui la affronta. Lei lo uccide accidentalmente durante lo scontro. Impaurita, chiama Nikolai (l'agente russo con cui aveva avuto una relazione) che dispone del corpo di Minnikov. Norvegia libera usa questo per ricattarla e spingerla a spiare gli altri russi che sono ospiti nel suo hotel. Zoya è accusata dell'omicidio. Quando Norum lo scopre, va alla polizia per consegnarsi, solo per scoprire che i combattenti della resistenza non le permetteranno di confessare. Incontra Djupvik e gli fornisce informazioni sulle attività di Norvegia libera.
Dopo essere stato riabilitato, Berg torna in Norvegia con un gruppo di politici europei per sostenerlo e fungere da protezione. Tuttavia, i politici europei sono costretti ad andarsene dopo che il governo norvegese ha minacciato le forniture di gas all'Europa. In risposta, Berg recluta Leon Tangen, l'esperto di computer del gruppo di Frida, per hackerare un sistema missilistico russo e abbattere un jet da combattimento finlandese, costringendo l'UE a rimproverare la Russia. Tangen viene ucciso da una squadra russa per il suo ruolo, ma è in grado di superare la prova del coinvolgimento di Berg in Frida. Quando Rygh ordina alla Marina norvegese di trattenere Berg, essi rifiutano innescando un colpo di stato militare guidato da Vold. La moglie di Djupvik lo lascia per via del suo coinvolgimento con i russi, e Norum vende il suo hotel a Nadia, permettendo a lei e Maja di lasciare la Norvegia ed emigrare in Russia.
Per contenere la situazione, Rygh e Djupvik girano il colpo di stato come un ripristino dell'ordine (che marginalizza Vold), e decidono di accompagnare Berg alle coste norvegesi, dove viene accolto da una folla adorante. Berg proclama Rygh come suo successore ufficiale e annuncia la fine dell'occupazione russa. Tuttavia, viene uccisa da Abdi, che è diventato radicalizzato dalla morte di Tangen (incalzato da Vold, che ha osservato da bordo campo). Più tardi quella sera, Berg ritorna nell'ufficio del primo ministro e siede nella poltrona del primo ministro, di fronte a un futuro incerto.

### Terza stagione
È stata girata anche una terza stagione, trasmessa in Norvegia a fine 2019 e distribuita su Neflix in vari paesi, tra cui però è esclusa l'Italia. Non è noto quando Netflix deciderà di distribuire anche in Italia questa stagione finale.

## Episodi
| Stagione         | Episodi | Prima TV Norvegia | Pubblicazione Italia |
| ---------------- | ------- | ----------------- | -------------------- |
| Prima stagione   | 10      | 2015              | 2018                 |
| Seconda stagione | 8       | 2017              | 2018                 |
| Terza stagione   | 6       | 2019              | inedita              |

## Personaggi
- Jesper Berg interpretato da Henrik Mestad, doppiato da Teo Bellia (stagione 1-in corso).
È il Primo Ministro della Norvegia e nonché leader del Partito Verde norvegese.
- Hans Martin Djupvik interpretato da Eldar Skar, doppiato da Paolo Vivio (st. 1-in corso).
Inizialmente era la guardia del corpo del Primo ministro che in seguito sarà l'agente dei servizi segreti norvegese.
- Irina Sidorova interpretata da Ingeborga Dapkūnaitė (1-in corso).
È l'ambasciatrice della Federazione Russa.
- Thomas Eriksen interpretato da Vegar Hoel, doppiato da Riccardo Scarafoni (stagione 1).
È giornalista del Ny Tid.
- Wenche Arnesen interpretata da Ragnhild Gudbrandsen, doppiata da Margherita Sestito (st. 1).
Direttrice dei Servizi segreti della Norvegia.
- Pierre Anselme interpretato da Hippolyte Girardot (st. 1-2).
È Commissario dell'UE.
- Bente Norum interpretata da Ane Dahl Torp, doppiata da Selvaggia Quattrini (1-in corso).
È la compagna di Thomas Eriksen, nonché proprietaria del ristorante.
- Hilde Djupvik interpretata da Selome Emnetu, doppiata da Mattea Serpelloni (1-in corso).
Moglie dell'agente HM Djupvik e nonché giudice della Corte norvegese.
- Stefan Christensen interpretato da Sondre Larsen, doppiato da Francesco Simone (1-2).
Dall'inizio era una Guardia reale, che poi in seguito sarà il leader del gruppo Norvegia Libera.
- Anita Rygh interpretata da Janne Heltberg, doppiata da Sophia De Pietro (1-in corso).
L'assistente del Primo ministro, nonché l'amante.
- Dag Ottesen interpretato da Øystein Røger doppiato da Massimo Lodolo (1-2).
Direttore della testata Ny Tid ed amico di Thomas.

## Produzione
La serie è creata da una delle storie di Jo Nesbø, che è anch'esso produttore della serie televisiva. È ambientato tra Norvegia, Svezia, Finlandia, Francia e Russia.
La Norsk rikskringkasting, ha ricevuto 9,6 milioni di NOK dal Norwegian Film Institute nell'aprile 2013. Dopo quattro anni di pianificazione, i disaccordi sui progressi hanno portato NRK a ritirarsi dal progetto; TV2 è subentrata nell'ottobre 2013.